# Kinshasa Symphony
Kinshasa Symphony es una película del año 2010.

## Sinopsis
Kinshasa, capital de la República Democrática del Congo, tiene diez millones de habitantes y es la tercera ciudad más grande de África. La película muestra cómo algunos de sus habitantes han conseguido ensamblar uno de los sistemas más complejos de cooperación humana: una orquesta sinfónica que interpreta a Haendel, Verdi, Beethoven. “Sinfonía de Kinshasa” enseña la ciudad en toda su diversidad, velocidad, color, vitalidad y energía. Es una película acerca del Congo, los habitantes de Kinshasa y la música.

## Premios
- New York City 2010
- Vancouver 2010
- Rhode Island 2010